# Nala (genre)
Pour les articles homonymes, voir Nala (homonymie).
Genre
Nala est un genre de perce-oreilles de la famille des Labiduridae.

## Liste des espèces
Selon GBIF (3 mai 2024) :
- Nala alenae Kočárek, 2006
- Nala basalis Bey-Bienko, 1970
- Nala caprea Menozzi, 1929
- Nala figinii (Burr, 1908)
- Nala intermedia Menozzi, 1937
- Nala lividipes (Dufour, 1820)
- Nala nainitalensis Baijal & Singh, 1954
- Nala nepalensis (Burr, 1907)
- Nala ornata Borelli, 1932
- Nala saegeri Brindle, 1968
- Nala tenuicornis (de Bormans, 1900)
- Nala timorensis Brindle, 1967

## Classification
Le nom valide complet (avec auteur) de ce taxon est Nala Zacher (d), 1910.
Nala a pour synonyme :
- Paralabidura Burr, 1910